# Lyrischer Tenor
Der Begriff lyrischer Tenor bezeichnet einen bestimmten Typus der Stimmlage Tenor. Ein lyrischer Tenor hat eine leichte und geschmeidige Stimme und ist sowohl zu großen lyrischen Legato-Bögen als auch zu Koloraturgesang in der Lage. Er verfügt in der Regel über eine weiche, aber strahlende Höhe und eine große Modulationsfähigkeit. Mit seiner eleganten Stimmführung eignet er sich gut für den Liedgesang.
Außerdem umfasst das Stimmfach lyrischer Tenor alle diesem Stimmtypus entsprechenden Opern- und Oratorienpartien. Dabei gilt es zu beachten, dass es in der deutschen Sprache keinen eigenen Begriff für den sich vom (vollen) lyrischen Tenor abgrenzenden (leichteren) Tenore di grazia gibt, sodass in der Literatur häufig alle diese Partien in dem Fach des lyrischen Tenors zusammengefasst sind. Somit gilt der lyrische Tenor gemeinhin als das leichteste der seriösen Stimmfächer in der Stimmlage Tenor. Der Tonumfang von Opernpartien für lyrischen Tenor umfasst in der Regel anderthalb bis zwei Oktaven. Selten sind Töne unter c (notiert c′), je nach Werk liegt der höchste Ton meist zwischen a′ und c″ (notiert a″ bis c‴), bei bestimmten Verzierungen oder fakultativen Kadenzen im Rossini- oder Donizetti-Repertoire können sogar noch weit höhere Töne komponiert sein (bis f" in I puritani von Vincenzo Bellini). Diese für Tenöre so charakteristischen Spitzentöne werden (abhängig vom Stil und der Gesangstechnik) entweder mit der vollen Bruststimme oder mit einer gemischten Kopf-Brust-Stimme erzeugt.
Bekannte Opernpartien für lyrischen Tenor sind:
- Gaetano Donizetti:
  - Don Pasquale: Ernesto
  - Der Liebestrank: Nemorino
  - Lucia di Lammermoor: Edgardo
- Wolfgang Amadeus Mozart:
  - Die Entführung aus dem Serail: Belmonte
  - Don Giovanni: Don Ottavio
  - Così fan tutte: Ferrando
  - Die Zauberflöte: Tamino
- Gioacchino Rossini:
  - Der Barbier von Sevilla: Graf Almaviva
  - La Cenerentola: Don Ramiro
  - Die Italienerin in Algier: Lindoro
- Pjotr Iljitsch Tschaikowski:
  - Eugen Onegin: Lenski
- Giuseppe Verdi:
  - Rigoletto: Herzog
  - La traviata: Alfredo
  - Otello: Cassio
  - Falstaff: Fenton

## Weitere Themen
- Tenore di grazia
- Tenor (Stimmlage)